# Реј Чарлс уживо у Београду
„Реј Чарлс уживо у Београду” је југословенски телевизијски музички филм из 1997. године.  Режирао га је Станко Црнобрња  који је написао и сценарио.

## Улоге
| Глумац    | Улога        |
| --------- | ------------ |
| Реј Чарлс | Лично, певач |